# 7960 Condorcet
7960 Condorcet este un asteroid din centura principală, descoperit pe 10 august 1994, de Eric Elst.